# Eresia hewitsonii
Eresia hewitsonii är en fjärilsart som beskrevs av Hall 1929. Eresia hewitsonii ingår i släktet Eresia och familjen praktfjärilar. Inga underarter finns listade i Catalogue of Life.